# Kedi
Kedi (literalment 'gat' en turc), és un documental turc sobre els gats ferals d'Istanbul, dirigida per Ceyda Torun, estrenat l'any 2016.

## Argument
El documental mostra Istanbul a través dels ulls de set gats a Istambul:
- Sarı (« groc » en turc), anomenada l'espavilada, és una gata tigrada groga que viu a la base de la Torre de Galata ;
- Bengü (« infinit » en turc), anomenada l'afectuosa, és una gata tigrada grisa que viu al barri de Karaköy ;
- Aslan Parçası (« part del lleó » en turc), anomenat el caçador, és un gat negre i blanc que viu al barri de Kandilli ;
- Psikopat (« psicòpata » en turc), anomenada la psicòpata, és una gata negra i blanca que viu al barri de Samatya ;
- Deniz (« mar » en turc), anomenat el sociable, és un gat gris i blanc que viu al mercat de Feriköy ;
- Gamsız (« sense-preocupació » en turc), anomenat el jugador, és un gat blanc i negre que viu al barri de Cihangir ;
- Duman (« fum » en turc), anomenat el gentleman, és un gat gris i blanc que viu al barri de Nişantaşı.

## Rebuda
- Premis Satellite 2017: Nominada a millor documental
- Crítica
  - "No es una pel·lícula pels qui odien els felins, sinó tot el contrari: és per als seus incondicionals adoradors, és a dir, la immensa majoria (…) Puntuació: ★★★ (sobre 5)"[2]
  - "Un retrat col·lectiu que és tan elegant com els seus subjectes de peus lleugers, us garanteixo que calmarà a les ments esgotades, i segur que també baixa la pressió arterial."[3]
  - "Kedi et convertirà en creient."[4]
  - Per a espectadors interessats en un cinema poètic i polític[5]